# Birth of the Beatles
Birth Of The Beatles, és una pel·lícula per a televisió produïda el 1979, dirigida per Richard Marquand. El repartiment compta amb Stephen MacKenna (com John), Rod Culbertson (com Paul), John Altman (com George), Ray Ashcroft (com Ringo), Ryan Michael (com Pete Best) i David Wilkinson (com Stuart Sutcliffe). La pel·lícula amb una durada de 104 minuts, va ser produïda en 1979 per Dick Clark.
Conté diverses imprecisions històriques, sense més pretensions que les d'entretenir a un públic poc exigent. La música va ser executada pel grup de Califòrnia, "Rain".